# Sabo (Burkina Faso)
Pour les articles homonymes, voir Sabo.
Sabo est une localité située dans le département de Yako de la province du Passoré dans la région Nord au Burkina Faso.

## Santé et éducation
Le centre de soins le plus proche de Sabo est le centre médical avec antenne chirurgicale (CMA) de la province à Yako.